# Mèze

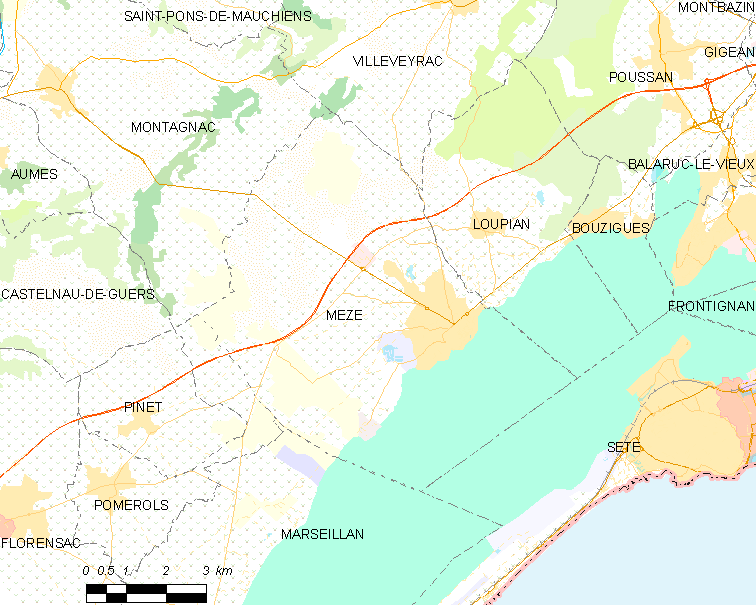
Mapa

 Mèze  (en occitano Mesa) es una población y comuna francesa, situada en la región de Occitania, departamento de Hérault, en el distrito de Montpellier y cantón de Mèze.

## Demografía
| 4546 | 5005 | 5508 | 5742 | 6502 | 7630 | 11 196 |
| Para los censos de 1962 a 1999 la población legal corresponde a la población sin duplicidades (Fuente: INSEE [Consultar]) |      |      |      |      |      |        |